# Manoir de la Cour de Boeuvrel
Le manoir de la Cour de Boeuvrel est un édifice situé à Saint-Guyomard en France.

## Localisation
Le manoir est situé sur le territoire de la commune de Saint-Guyomard, au lieu-dit Boeuvrel, dans le département du Morbihan en région Bretagne.

## Description
Le manoir date du XVIe siècle, édifice à un étage carré, construit en granite et calcaire. Toiture à longs pans recouverte d'ardoises.

## Historique
Manoir du premier quart du XVIe siècle, à l'état de vestiges, très reconstruit avec des réemplois.
Il est inscrit à l'inventaire général du patrimoine culturel en 1986.